# 無綫電視人員列表
無綫電視人員列表，本列表列出現任香港無綫電視（TVB）內部行政成員以及製作部人員（戲劇組、非戲劇組）的主要成員。

## 行政人員
| 董事                                       | 董事                                                               | 董事                                                                       | 董事                                                                                 | 董事                                                      |  |
| ------------------------------------------ | ------------------------------------------------------------------ | -------------------------------------------------------------------------- | ------------------------------------------------------------------------------------ | --------------------------------------------------------- |  |
| 許 濤 （董事局行政主席）                   | 曾勵珍 （董事局執行董事）                                          | 黎瑞剛 （非執行董事）                                                      | 利憲彬 （非執行董事）                                                                | 徐 敬 （非執行董事）                                      |  |
| 盧永仁JP博士 （獨立非執行董事）            | 盛智文GBM GBS JP 博士 （獨立非執行董事）                           | 方 和BBS JP （獨立非執行董事）                                             |                                                                                      |                                                           |  |
| 高層管理人員                               |                                                                    |                                                                            |                                                                                      |                                                           |  |
| 許 濤 行政主席                             | 曾志偉 （總經理） 主管：節目內容營運                               | 蕭世和 （總經理） 主管：商務營運                                           | 陳樹鴻 （副總經理） 主管：法律及國際業務暨署理公司秘書、無綫電視暨職藝員愛心基金董事 | 李福來 （財務總監） 主管：企業發展主管暨署理財務總監      |  |
| 謝偉光 （助理總經理） 主管：人力及製作資源 | 黃德慧 （助理總經理） 主管：企業傳訊、無綫電視暨職藝員愛心基金主席 | 袁志偉SBS JP （助理總經理） 主管：新聞及資訊、無綫電視暨職藝員愛心基金董事 | 樂易玲 （助理總經理） 主管：藝員管理及發展                                           |                                                           |  |
| 程 捷 主管：myTV SUPER總裁                 |                                                                    |                                                                            |                                                                                      |                                                           |  |
| 部門主管                                   |                                                                    |                                                                            |                                                                                      |                                                           |  |
| 徐正康 製作部助理總監（戲劇組製作部經理）  | 鍾澍佳 （77工作室有限公司總監）                                    | 甘智豪 （工程部總監）                                                      | 李啟昌 （節目部總監）                                                                | 黃淑明 （新聞及資訊部總監）、無綫電視暨職藝員愛心基金董事 |  |
| 盧思麟 （非戲劇部總監）                    | 關照申 （節目部品牌推廣分部副總監）                                | 何麗全 （TMG總裁）                                                         | 張仲恆 （TMG行政總裁）                                                               | 邵麗瓊 （創作總監）                                       |  |
| 曹紹濤 （市場及營業部副總監）              |                                                                    |                                                                            |                                                                                      |                                                           |  |
| 其他行政人員                               |                                                                    |                                                                            |                                                                                      |                                                           |  |
| 戴家璧 （高級經理） （製作及行政部）       | 楊永祥 （節目發展分部創作經理）                                    | 李德成 （顧問） （新聞及資訊部）                                           |                                                                                      |                                                           |  |

## 戲劇組電視劇監製

### 劇集監製
括號內為待播或播映中作品
監製（戲劇組製作部經理）
- 徐正康（虛擬情人）
- 羅永賢（企業強人）
- 林志華（非常檢控觀）
- 陳維冠
- 文偉鴻（奪命提示）
- 王心慰（異空感應）

監製（其他）
- 黃偉聲（死有對証）
- 方駿釗（巾幗梟雄之懸崖）
- 陳耀全（痞子無間道）
- 王偉仁（神耆小子）
- 梁耀堅（本尊就位、愛·回家之開心速遞）
- 關文深（富貴千團）
- 陳志江（逆天奇案2）
- 林　肯（婚後事）
- 方浤酌
- 鍾澍佳
- 陳　萍
- 林瑋澄（虛擬情人）

監製（部頭）
- 王　晶

### 編審／編劇人員
括號內為待播作品
編審／編劇
- 邵麗瓊
- 袁寶慧（愛·回家之開心速遞）
- 陳可兒（愛·回家之開心速遞）
- 翁善瑩
- 關頌玲
- 林少枝
- 伍立光
- 黎家明
- 林麗媚（再見．枕邊人、神耆小子）
- 鄭成武（羅密歐與祝英台）
- 冼翠貞
- 張世昌（痞子無間道）
- 盧美雲
- 梁恩東（奪命提示）
- 潘漫紅
- 黃偉強
- 梁敏華
- 阮美鳳
- 陸　谷
- 傅玉成
- 馮日進
- 黎倩儀（非常檢控觀）
- 湯健萍（奪命提示）
- 譚翠珊
- 麥世龍
- 戴德廣（異空感應）

編審／編劇（部頭）
- 龍文康

編劇（曾任編審）
- 曾保華
- 林忠邦
- 李　昊
- 張宗齊
- 鍾若詩
- 陳寶燕

編劇
- 鄭忠泰
- 嚴麗華
- 莫志佳
- 馬靜雯
- 張慧賢
- 伍佩儀
- 陳佩華
- 陳曼湘
- 陳婉薇
- 陳颖新（愛·回家之開心速遞）
- 温淦鋒
- 張雪菊
- 何珮中
- 曾　漢
- 劉芷恆
- 徐樂思（愛·回家之開心速遞）
- 何世傑（愛·回家之開心速遞）
- 梁志賢（愛·回家之開心速遞）
- 蕭國華（愛·回家之開心速遞）
- 區嘉慧（愛·回家之開心速遞）
- 許世軒（愛·回家之開心速遞）
- 呂正清（愛·回家之開心速遞）
- 戴慧文（愛·回家之開心速遞）
- 劉偉傑（愛·回家之開心速遞）
- 羅雲芳（愛·回家之開心速遞）
- 招美兒（愛·回家之開心速遞）

### 編導人員
括號內為待播作品
高級編導
- 伍兆榮
- 陳　萍
- 尹之維（愛·回家之開心速遞）
- 許瑞平（愛·回家之開心速遞）
- 冼燕芳（愛·回家之開心速遞）
- 林瑋澄（愛·回家之開心速遞）
- 陳筱玲
- 黃偉森
- 歐振業（愛·回家之開心速遞）
- 歐耀傑
- 鍾國強（愛·回家之開心速遞）
- 鄺錦宏
- 譚穗銘

編導/助理編導
- 伍子龍
- 伍冠楨
- 何嘉華
- 何樂然（愛·回家之開心速遞）
- 何耀宗（愛·回家之開心速遞）
- 何世豪（愛·回家之開心速遞）
- 何文薏
- 吳喜兒
- 吳超榮（愛·回家之開心速遞）
- 李健和
- 林文聲
- 邱南隆（愛·回家之開心速遞）
- 姚天堂（愛·回家之開心速遞）
- 姜振傑
- 施俊傑
- 祈健聰
- 胡家斌（愛·回家之開心速遞）
- 翁文榮
- 張永輝
- 張家能（愛·回家之開心速遞）
- 梁啟政（愛·回家之開心速遞）
- 郭偉星（愛·回家之開心速遞）
- 陳可怡（愛·回家之開心速遞）
- 陳江鴻（愛·回家之開心速遞）
- 陳艷琪（愛·回家之開心速遞）
- 曾穎詩（愛·回家之開心速遞）
- 黃立剛
- 黃志華
- 黃思遠
- 黃偉業
- 黃頴珊
- 黄浩辉
- 楊嘉寧（愛·回家之開心速遞）
- 雷瑞麟
- 管國偉
- 黎栢堅（愛·回家之開心速遞）
- 錢穎芝
- 蘇嘉樂
- 謝浩洋（愛·回家之開心速遞）

編導（部頭）
- 張乾文
- 黃國輝

外購劇剪輯編導
- 王榮駒
- 莊光進

### 統籌劇集製作人員
括號內為待播作品
- 丁羡儀（富貴千團）
- 葉巧兒
- 羅學欣
- 王婉怡
- 伍頴詩
- 何懿徵
- 余方馨
- 吳美仙
- 李慧珊
- 李婉嫺
- 李寶燕
- 周慕妍
- 林佩娟
- 陳健珊（愛·回家之開心速遞）
- 陳德慧（富貴千團）
- 陳曉霖
- 黃升愷
- 黎淑芳
- 蘇嘉敏
- 馬子恩
- 劉慧儀（富貴千團）
- 文家麗
- 黃錦萍

## 非戲劇組監製

### 非劇集監製
括號內為近年的常規節目
監製／非戲劇組製作部（經理）
- 何小慧（特備節目）
- 陳旭亮（特備節目）
- 張洪翅（旅遊節目、資訊節目）

監製
- 陳志球（遊戲節目）
- 周永基（旅遊節目、資訊節目）
- 丘一峯（特備節目）
- 林志榮
- 林俊文
- 林庭玉（藝文誌、快樂長門人、體育新世界、體育節目）
- 姜　偉（特備節目）
- 張嘉玲（東張西望）
- 陳金勝
- 賴偉棠
- 蘇敏儀（旅遊節目、真人秀節目）
- 麥鎮東（勁歌金曲、無間音樂、音樂特備節目）
- 黃中濠
- 趙麗平（非戲劇部節目監製）
- 鄭瑜盛
- 鄭寶榮
- 鄭詩樺
- 蘇啟康
- 莫文浩
- 梁志康
- 楊偉業
- 吳國華
- 陳俊聲
- 莫達良
- 徐茂盛 (J2)

### 編審人員
括號內為近年的常規節目
- 刁蕙蘭（港生活·港享受）
- 文月清（特備節目）
- 甘敏慧
- 伍詠儀
- 余鎮漢（特備節目）
- 岑　應（真人秀節目）
- 林思敏
- 徐家祥
- 袁思勇
- 袁淑蓮（資訊節目）
- 袁藹慈（真人秀節目）
- 馬家豪（娛樂頭條）
- 馬嘉茵（旅遊節目）
- 張慧怡
- 張穎珊（流行都市）
- 梁偉庭（特備節目）
- 陳子俊
- 陳惠仁（旅遊節目）
- 陳嘉汶（資訊節目）
- 陳鳳珊（特備節目）
- 陳燕華（特備節目）
- 陳蕙蘭
- 馮凱琪（流行都市）
- 馮嘉浩（體育新世界、體育節目）
- 馮翠玲
- 馮賢山（特備節目）
- 黃家樂
- 黃華倫（思家大戰）
- 劉中才（勁歌金曲、勁歌金曲頒獎典禮）
- 劉美琪
- 潘志恒（資訊節目）
- 鄧惠儀
- 鄧詠婷
- 鄧煒鵬（特備節目）
- 鄭月明
- 鄭開宇
- 鄭瑞麒（特備節目）
- 駱耀明
- 謝雪兒（特備節目）
- 顏家明（娛樂頭條、娛樂新聞回顧節目）
- 譚志榮

## 音樂節目製作人員（戲劇組）
- Johnny Yim（編／監）
- 徐洛鏘（曲／編／監）
- 張家誠（曲／編）
- 張美賢（詞）
- 楊　熙（詞）
- 劉易昇（曲／編／監）
- Freddie Lo（編）

## 相關
- 無綫新聞
- 無綫電視電影列表
- 無綫電視節目列表
- 無綫電視劇集列表
- 無綫電視藝員列表
- 前無綫電視藝員列表
- 前無綫電視人員列表
- 無綫新聞人員列表
- 前無綫新聞人員列表

## 外部連結
- 董事局成員及高層管理人員 - 電視廣播有限公司（TVB） （页面存档备份，存于）